# Hendrik Brugmans
Hendrik Brugmans (n. 13 decembrie 1906, Amsterdam, Țările de Jos – d. 12 martie 1997, Brugge, Flandra, Belgia) a fost un om politic și intelectual neerlandez.

## Biografie
Părinții lui Hendrik Brugmans au fost istoricul Hajo Brugmans și Maria Keize.
Brugmans și-a făcut studiile de limbă și literatură franceză și și-a trecut doctoratul în 1934, cu o teză consacrată poetului și dramaturgului francez Georges de Porto-Riche (1849-1930).
Pentru scurt timp s-a ocupat de politică devenind membru din partea Partidului Social-Democrat al Muncitorilor (Țările de Jos) al celei de-a Doua Camere a Statelor Generale (în neerlandeză Tweede Kamer der Staten-Generaal). În timpul celui de-al Doilea Război Mondial a fost arestat de Gestapo, fiind închis între 1942 și 1944. Participând la Rezistența din țara sa, a devenit, după al Doilea Război Mondial, purtător de cuvânt al guvernului Schemerhorn.
Din 1948 până în 1950 Brugmans a predat literatura franceză la Universitatea din Utrecht. În 1950 a fost numit primul rector al Collège d'Europe, fiind unul dintre principalii fondatori ai acestuia, sarcină pe care a dus-o până în 1972, când a fost succedat de Jerzy Łukaszewski. Din 1972 până în 1980 a fost profesor extraordinar la Katholieke Universiteit Leuven (KUL), secția din Kortrijk / Courtrai, unde a predat Istoria Culturii Europene.
Brugmans  a fost cofondator al Fundației Europene a Culturii, de care a fost legat 43 de ani. A fost și președinte al Uniunii Federaliștilor Europeni (UEF).
După pensonarea de la Collège d'Europe, a continuat să locuiască la Bruges.
Din prima sa căsătorie cu Engelina Carolina Mary Kana avut o fiică. S-a recăsătorit cu Joanna Bral (pseudonim: Hanna Kirsten).
În cursul șederii sale la Bruges, calvinistul și agnosticul Hendrik Brugmans s-a convertit la catolicism, fiind primit în această confesiune de episcopul de Bruges, Émile-Joseph De Smedt.

## Publicații
Brugmans a fost un publicist neobosit pentru promovarea unei Europe federaliste.
- Cité européenne. Programme fédéraliste, Paris, 1950.
- Schets van een Europese samenleving, Rotterdam, 1952.
- Europa voorbij het nulpunt 1969-1975, Antwerpen - Amsterdam, N.V. Scriptoria, 1975 (247 p.)
- Levend in Europa. Ontmoetingen en herinneringen, Alphen aan den Rijn, 1980.
- Wij, Europa. Een halve eeuw strijd voor emancipatie en Europees federalisme. Opgetekend door H. Kirsten, Leuven/Amsterdam, 1988.

### Articole
- Arthur Lehning : homme libre et libertaire, Septentrion, 1980, Digitale Bibliotheek voor de Nederlandse letteren, Citiți online.

## Onoruri
- 1951: Premiul Carol cel Mare la Aachen
- 1972: rector onorific al Collège d'Europe
- 1972: cetățean de onoare al orașului Bruges
- 1990: Medalia Uniunii Limbii Neerlandeze
- 1997: Anul academic 1997-1998 al Collège d'Europe l-a luat pe Hendrik Brugmans drept patron al său.

## Literatură
- Annemarie Van Heerikhuizen, Pioniers van een verenigd Europa, Digitale Bibliotheek Nederland, 2007